# ياكوف سيناي
ياكوف غريغورييفيتش سيناي (بالإنجليزية: Yakov Sinai)‏ (بالروسية: Синай, Яков Григорьевич)‏ ولد في (21 سبتمبر 1935) هو عالم رياضيات معروف بعمله في الأنظمة الديناميكية. ساهم في النظرية المترية الحديثة للنظم الديناميكية وربط عالم الأنظمة الحتمية (الديناميكية) مع عالم الأنظمة الاحتمالية (العشوائية). كما عمل في الفيزياء الرياضية ونظرية الاحتمالات. وقد وفرت جهوده الأساس للتقدم في العلوم الفيزيائية.
فاز سيناي بالعديد من الجوائز، بما في ذلك جائزة نيمرس، وجائزة داني هينمان للفيزياء الرياضية  وجائزة وولف في الرياضيات وجائزة أبيل.